# Breddin
Breddin é um município da Alemanha, situado no distrito de Ostprignitz-Ruppin, no estado de Brandemburgo. Tem 44,74 km² de área, e sua população em 2019 foi estimada em 896 habitantes.